# Teggiano
Teggiano es una localidad y comune italiana de la provincia de Salerno, región de Campania, con 8.214 habitantes.

## Evolución demográfica
| Gráfica de evolución demográfica de Teggiano entre 1861 y 2001 |
|                                                                |
| Fuente ISTAT - elaboración gráfica de Wikipedia                |

## Hermanamientos
La Ciudad de Teggiano ha concertado en octubre de 2011 su hermanamiento con la argentina de Lobos.
Ciudades hermanadas con Teggiano:
- Lobos, Argentina (2011)